# Dessouk
 (mai 2017).
Si vous disposez d'ouvrages ou d'articles de référence ou si vous connaissez des sites web de qualité traitant du thème abordé ici, merci de compléter l'article en donnant les références utiles à sa vérifiabilité et en les liant à la section « Notes et références ».
Dessouk (en arabe: دسوق) est une ville égyptienne située dans l'extrême nord de l'Égypte, dans le Gouvernorat de Kafr el-Cheik. la ville est la capitale du Markaz de Dessouk, sa superficie est de 11,76 km2. le nombre de sa population en 2011 était de 137 660 habitants. Dessouk est située dans l'extrême nord du delta du Nil. Elle est distante du Caire de 167 km au nord, et de 85 km d’Alexandrie à l'est.
Elle est connue pour de nombreux monuments historiques, comme les ruines de l’ancienne ville de Bouto, capitale de la Basse-Égypte avant l’unification des royaumes par Ménès en 3200 avant notre ère. S'y trouvent également la mosquée d’Ibrahim El-Dessouki, un grand nombre de mausolées soufis, l'église de Saint Georges, la plus ancienne du protectorat, et l'Institut religieux d’El Azhar, l'un des trois instituts les plus anciens d’El Azhar en Égypte.
La ville est un membre fondateur de l'Organisation des capitales et des villes islamiques, compte tenu de sa place religieuse et parce qu’elle est la ville natale d’Ibrahim El-Dessouki, fondateur de la Tariqa dessouqiya.[Quoi ?]
Le tourisme prend quatre formes : le tourisme religieux, le tourisme historique, le tourisme de luxe et le tourisme fluvial.

## Tourisme
Tourisme religieux
- la mosquée d'Ibrahim El-Dessouki la sixième plus grande dans le monde, le point de vue de la tombe du plus grand pôle du soufisme, Ibrahim El-Dessouki .
- St. George Church, une grande église construite en 1919 .

Anciens monuments égyptiens
- Bouto, la capitale politique de l'Égypte en 3200 av. notre ère

Patrimoine industriel
- le pont franchissant le Nil, œuvre d’Émile Nouguier